# Équipe d'Angleterre des moins de 18 ans de football
Maillots
L'équipe d'Angleterre de football des moins de 18 ans, est une sélection nationale des meilleurs joueurs anglais de moins de 18 ans, sous l'égide de la fédération anglaise de football.

## Histoire
Vainqueur du FIFA Junior en 1948 et de l'UEFA Junior en 1963, 1964, 1971, 1972, 1973, 1975 et 1980, ils remportent le championnat d'Europe de football des moins de 18 ans en 1993. Depuis 2001, l'équipe d'Angleterre des moins de 19 ans de football joue ce championnat, l'équipe des moins de 18 ans ne jouant que des matchs amicaux.

## Effectif

### Sélection actuelle
Les joueurs suivants ont été appelés pour disputer une série de matchs amicaux contre les Pays-Bas, les Îles Féroé et la Belgique les 21, 23 et 26 septembre 2022 respectivement.
Gardiens
- True Grant
- Luca Gunter
- Tom Reid

Défenseurs
- Max Alleyne
- Alfie Dorrington
- Joshua Feeney
- Tyler Fredricson
- Sai Sachdev
- Lino Sousa
- Kane Taylor

Milieux
- Jobe Bellingham
- Kobbie Boateng-Mainoo
- Leo Castledine
- Bobby Clark
- Nico O'Reilly
- Sam Rak-Sakyi
- Jacob Wright

Attaquants
- Will Alves ()[2]
- Dom Ballard
- Amario Cozier-Duberry
- Jamie Donley
- Joel Ndala
- Ranel Young